# 어청도초등학교
어청도초등학교는 대한민국 전북특별자치도 군산시 옥도면 어청도리 소재의 어청도에 있었던 공립 초등학교이다.

## 학교 연혁
- 1925년 4월 1일 : 어청도공립보통학교 개교
- 1942년 4월 1일 : 6년제로 개편
- 1985년 3월 1일 : 병설유치원 설립인가 개원
- 1987년 3월 1일 : 개야도초등학교 어청도분교장 격하
- 1991년 3월 1일 : 어청도초등학교 승격
- 2021년 3월 1일 : 휴교 및 군산소룡초등학교 통학구역 편입
- 2024년 2월 29일 : 99년만에 폐교

## 참고 자료
- 어청도초등학교 - 한국교육학술정보원 학교알리미